# اینیگالا
اینیگالا (به لاتین: Inigala) یک منطقهٔ مسکونی در سری‌لانکا است که در استان مرکزی (سری‌لانکا) واقع شده‌است.